# Unbekanntes Berliner Evangelium
Das Unbekannte Berliner Evangelium ist ein bruchstückhafter koptischer Text eines Dialogevangeliums. Das Werk trägt auch den nachträglich zugeschriebenen Titel Evangelium des Erlösers. Der ursprüngliche Titel ist nicht bekannt, die heutigen Titel sind nachträglich von den Herausgebern erdacht worden.
Das Ägyptische Museum Berlin hat 1967 einen durch Brand beschädigten Pergamentkodex erstanden und als Papyrus Berolinensis 22 220 katalogisiert. Erst 1991 wurde der Inhalt im Rahmen einer Konservierung erkannt. Das Manuskript stammt vermutlich aus dem 6. Jahrhundert und geht wohl auf ein griechisches Original des 2. oder 3. Jahrhunderts zurück.
Übrig sind drei fragmentarische Doppelblätter, zwei fragmentarische Einzelblätter und 28 weitere Fragmente. Die Seiten 99/110 und 107/108 sind erhalten, somit sind die erhaltenen Fragmente nur ein kleiner Teil der Schrift. Der Text ist nur auf Koptisch erhalten, ist jedoch eine Übersetzung aus dem Griechischen. Nahe Parallelen zeigen, dass der Autor die kanonischen Evangelien kannte (z. B. Mt 5,13 ; 26,31 ; Joh 10,11 ; 10,30 ). Er zitiert frei ein Wort aus dem Thomasevangelium: „Wer mir nah ist, ist dem Feuer nah, wer mir fern ist, ist dem Leben fern“. Es finden sich Parallelen zu dem Straßburger Koptischen Papyrus und zu Manuskript Schøyen MS 1991 der Schøyen-Sammlung, die möglicherweise andere Textzeugen desselben Werks sind.
Das Evangelium besteht aus einem Dialog zwischen dem Erlöser und namentlich genannten Jüngern (Andreas, Johannes). Die Worte „Jesus“, „Christus“ oder „Jünger“ kommen nicht vor. Eine Rahmenerzählung ist möglich, lässt sich aber aufgrund der bruchstückhaften Überlieferung nicht sicher rekonstruieren. Vermutlich finden die Dialoge kurz vor der Kreuzigung statt. Der Inhalt hat gnostische Anklänge, lässt sich aber keiner gnostischen Richtung zuordnen. Erkenntnis führt zur Erlösung, die Jünger sollen sich nicht von der Materie beherrschen lassen. Eine Himmelsreise wird angesprochen. Der Erlöser wird auch im Dialog mit dem Kreuz dargestellt, das wie ein Gefährte wirkt.